# Without You (canción de Avicii)
«Without You» es una canción del disc jockey Avicii en colaboración con el cantante sueco Sandro Cavazza. La canción fue lanzada el 11 de agosto de 2017, como el primer sencillo del extended play de Avicii,  AVĪCI (01). "Without You" es su séptimo sencillo en llegar al número 1 en tierras suecas .

## Antecedentes
"Without You" fue la pista de apertura en el Ultra Miami de Avicii en marzo de 2016. La canción fue utilizada con frecuencia en todo el mundo a lo largo de 2016. Un fan hizo un vídeo de la canción que estuvo disponible en línea desde septiembre de 2016. La canción fue lanzada digitalmente el 11 de agosto de 2017.

## Recepción
Jeffrey Yau de Your EDM dijo que "'Without You' es el estilo de Avicii por excelencia, melodías suaves y optimistas marcadas con un uso intenso de cuerdas y una gota de un eufórico house progresivo perfectamente diseñado para el escenario principal. Estará sonriendo desde el primer segundo hasta el último - esto es lo mejor de Avicii".

## Posicionamiento

### Semanales
| Lista(2017)                            | Mejor posición |
| -------------------------------------- | -------------- |
| Australia (ARIA)                       | 25             |
| Austria (Ö3 Austria Top 40)            | 14             |
| Bélgica (Flandes) (Ultratop 50)        | 24             |
| Bélgica (Valonia) (Ultratop 50)        | 31             |
| Canadá (Canadian Hot 100)              | 64             |
| Denmark (Tracklisten)                  | 11             |
| Finlandia (OFC)                        | 5              |
| Alemania (Media Control AG)            | 23             |
| Ireland (IRMA)                         | 26             |
| Italy (FIMI)                           | 46             |
| Japón (Japan Hot 100)                  | 50             |
| Países Bajos (Dutch Top 40)            | 21             |
| Países Bajos (Mega Single Top 100)     | 31             |
| New Zealand Heatseekers (RMNZ)         | 1              |
| Noruega (VG-lista)                     | 3              |
| Polonia (Polish Airplay Top 100)       | 35             |
| Escocia (Scottish Singles Sales Chart) | 10             |
| España (Top 100 Canciones)             | 41             |
| Suecia (Sverigetopplistan)             | 1              |
| Suiza (Schweizer Hitparade)            | 16             |
| Reino Unido (UK Singles Chart)         | 32             |
| Reino Unido (UK Dance Chart)           | 11             |